# Trono real de Aquisgrán

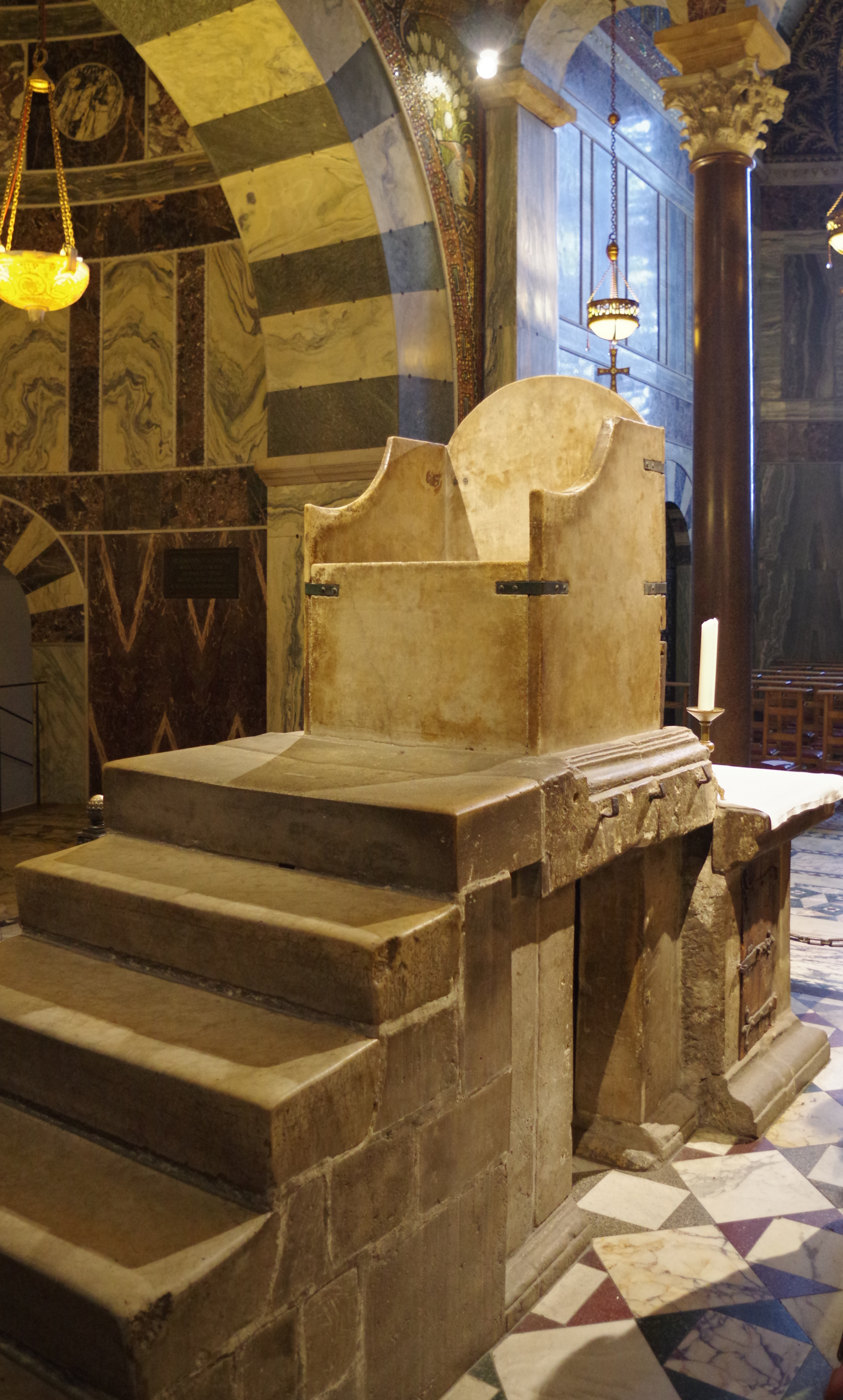
El trono real en la catedral de Aquisgrán

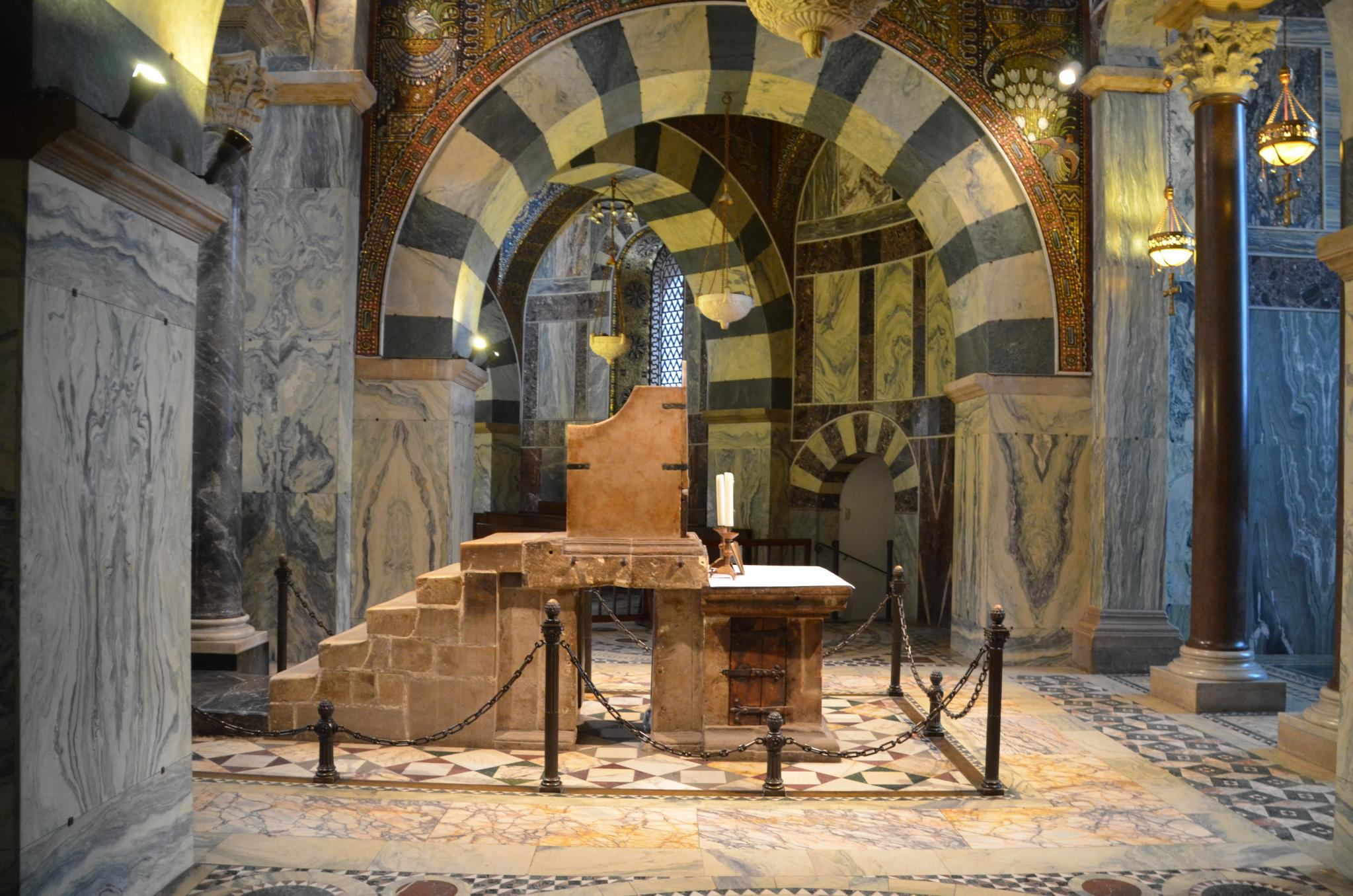
Vista lateral del asiento del trono

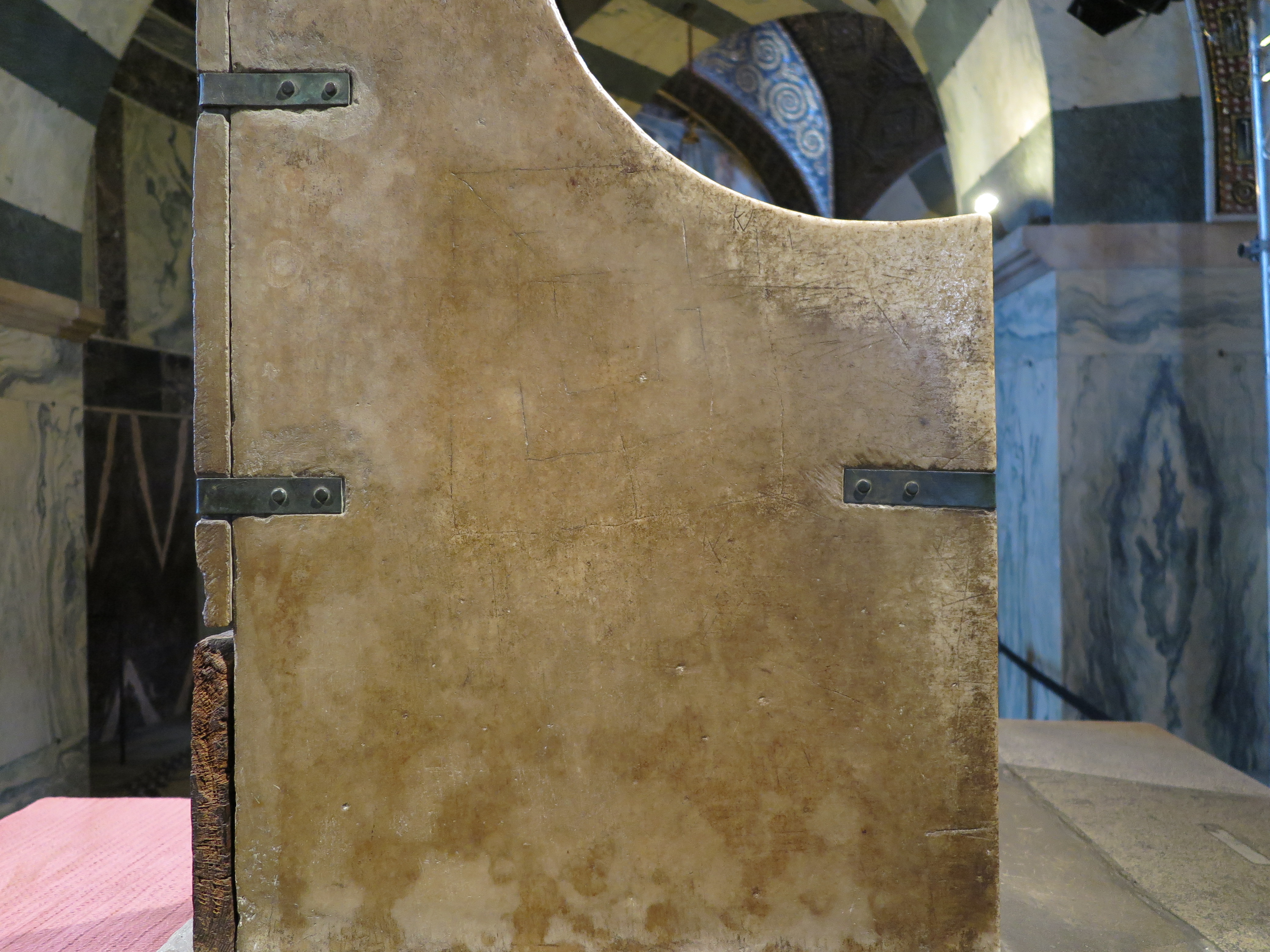
Juego del molino grabado

El trono del real de Aquisgrán, también llamado trono de Carlomagno, es un trono encargado por el emperador Carlomagno en la década de 790 y que formaba parte del mobiliario de la capilla palatina de su palacio de Aquisgrán, que ocupa el centro de la actual catedral de Aquisgrán, donde se exhibe desde la creación del mismo.
Sirvió como asiento de la coronación de más de 30 reyes romano-alemanes: la de Luis el Piadoso como vice-emperador en 813, la de Otón el Grande como rey romano-alemán en 936 y la de Fernando I en 1531, entre otras. Por ello, ya en el siglo XI se hablaba del trono real de Aquisgrán como el totius regni archisolium, la archi sede de todo el imperio.
El propio Carlomagno no fue coronado rey en Aquisgrán, sino en 768 en Noyon y en 800 en Roma como emperador (Augusto). Sin embargo, lo más probable es que asistiera a las misas celebradas en la capilla palatina en este trono.

## Diseño
El trono del rey es extremadamente sobrio y sencillo en su diseño; no hay ningún tipo de ornamentación. Seis escalones conducen al asiento, que está construido sobre una base. La silla en sí está formada por cuatro losas de mármol de Paros fijadas con sujeciones de bronce que, según investigaciones recientes, fueron extraídas de la Iglesia del Santo Sepulcro de Jerusalén alrededor del año 800, al igual que los escalones. Otra interpretación (no probada) se refiere a las escaleras del palacio de Pilato, que Jesús subió después de su flagelación. En uno de los dos paneles laterales hay finas líneas incisas, que probablemente sirvieron de tablero para el antiguo juego del molino. La placa posterior muestra incluso una representación temprana de la escena de la crucifixión. Por el tratamiento de la superficie y las tallas de carácter pagano y cristiano de distintas épocas, se puede concluir que las losas fueron montadas al menos por tercera vez.
La construcción interior de madera, que ahora se encuentra en el Museo de Bonn, sirvió de subestructura para la losa del asiento de mármol, que ahora se ha perdido. Debajo había un compartimento en el que, como demuestran investigaciones recientes, se guardaban las reliquias de la coronación o partes de ella, pero sobre todo la bolsa de San Esteban. La datación por radiocarbono reveló que la losa de roble puede datarse en el periodo carolingio, alrededor del año 800.
El trono se apoya en cuatro pilares de piedra. Esto permitió a los visitantes de la iglesia de Santa María en épocas posteriores arrastrarse bajo el trono, lo que representa, por un lado, una actitud de humildad hacia el gobernante recién consagrado y, por otro, una veneración de las reliquias, ya que Cristo está relacionado con las losas de mármol constitutivas (véase el apartado Simbolismo). Las superficies interiores de los cuatro pilares de soporte, de aspecto pulido, dan testimonio de que innumerables visitantes han debido pasar por este pasillo a lo largo de los siglos.
En la parte posterior del trono se encuentra el altar de Nicasio, montado a partir de partes de un altar carolingio y consagrado en 1305.
El asiento del trono ha sobrevivido a todas las alteraciones y destrucciones de la capilla a lo largo de los siglos. Sin embargo, en el transcurso de las medidas iniciadas por el cabildo de la catedral para proteger el valioso mobiliario y el tesoro de la misma de los daños de guerra causados por las bombas y el agua de extinción de incendios durante la Segunda Guerra Mundial, se cubrió con cartón alquitranado, se llenó de arena y se tapió. El cartón alquitranado causó la decoloración amarilla sucia visible hoy en día, que no se ha eliminado para conservar los antiguos grafitis.

En el pasillo bajo el trono y en sus inmediaciones se encuentran piezas originales de pavimento carolingio. Los valiosos tipos de piedra seleccionados para este fin proceden de restos antiguos y se colocaron según el modelo de los edificios representativos italianos. Concretamente, el suelo original está compuesto por mármol blanco, pórfido antiguo verde espinaca y pórfido rojo de Egipto. El material podría proceder del palacio de Teodorico el Grande en Rávena, donde se han encontrado suelos muy similares.

Aachener Königsthron
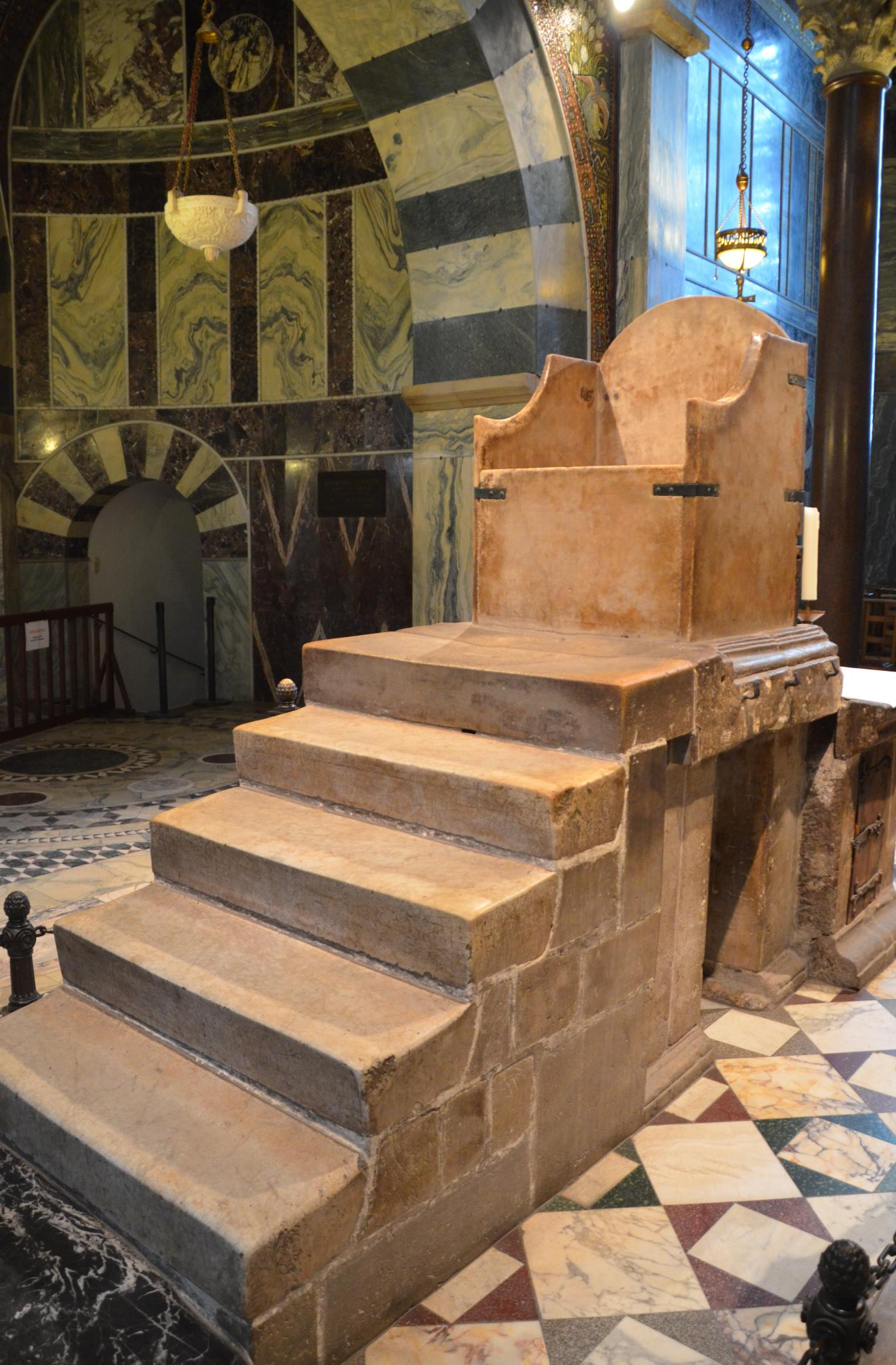
parte delantera
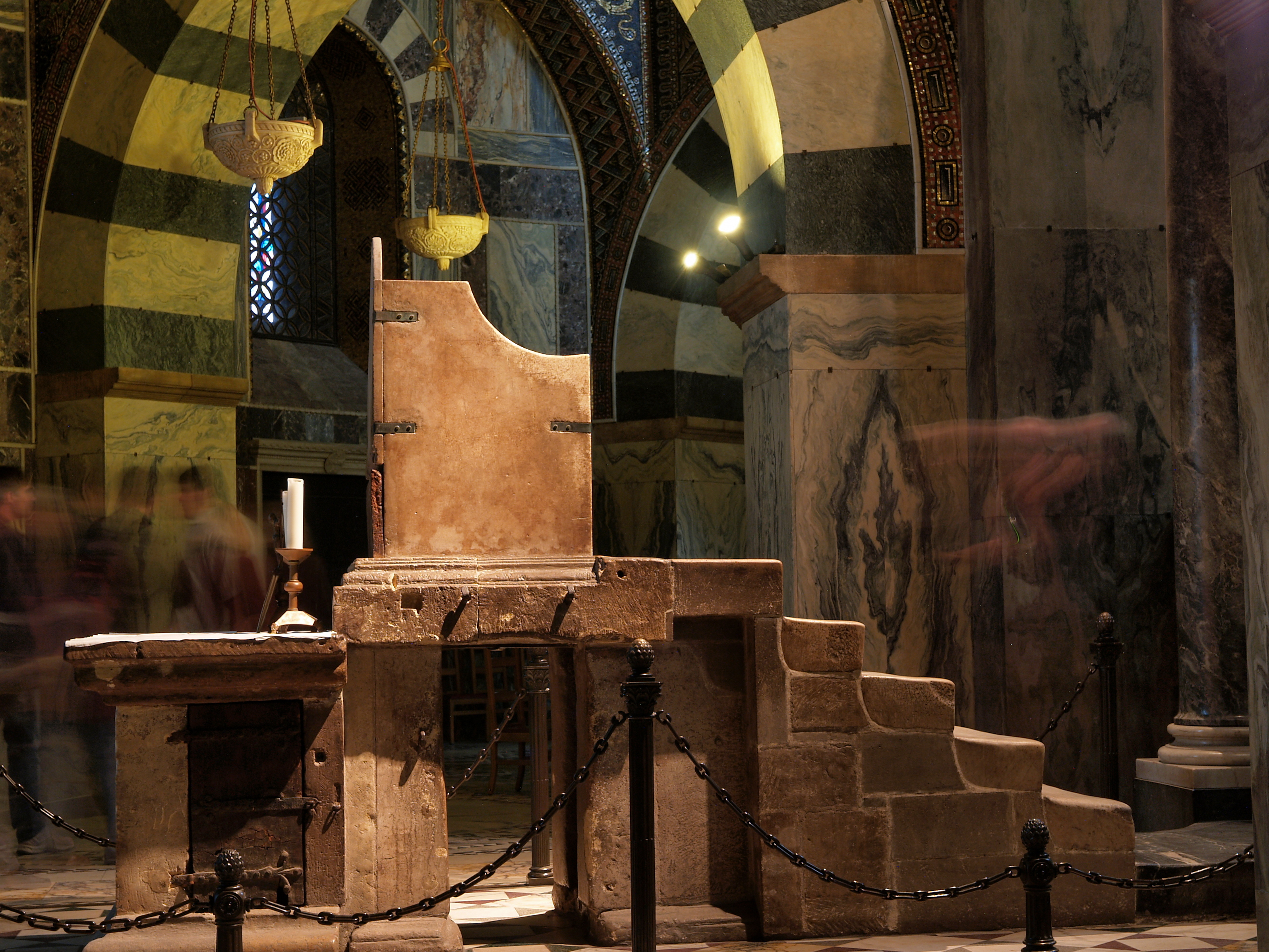
lado derecho
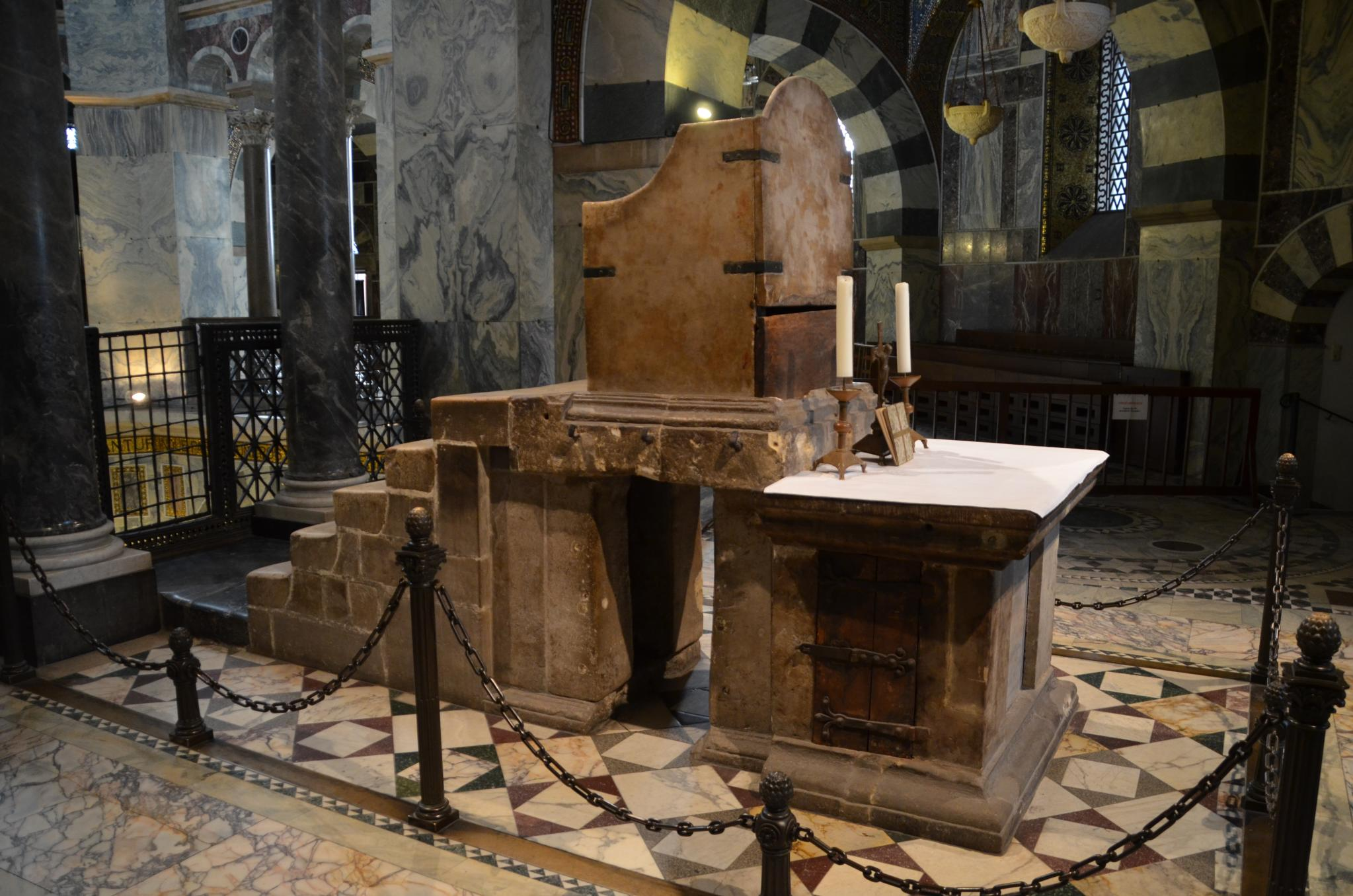
Lado izquierdo
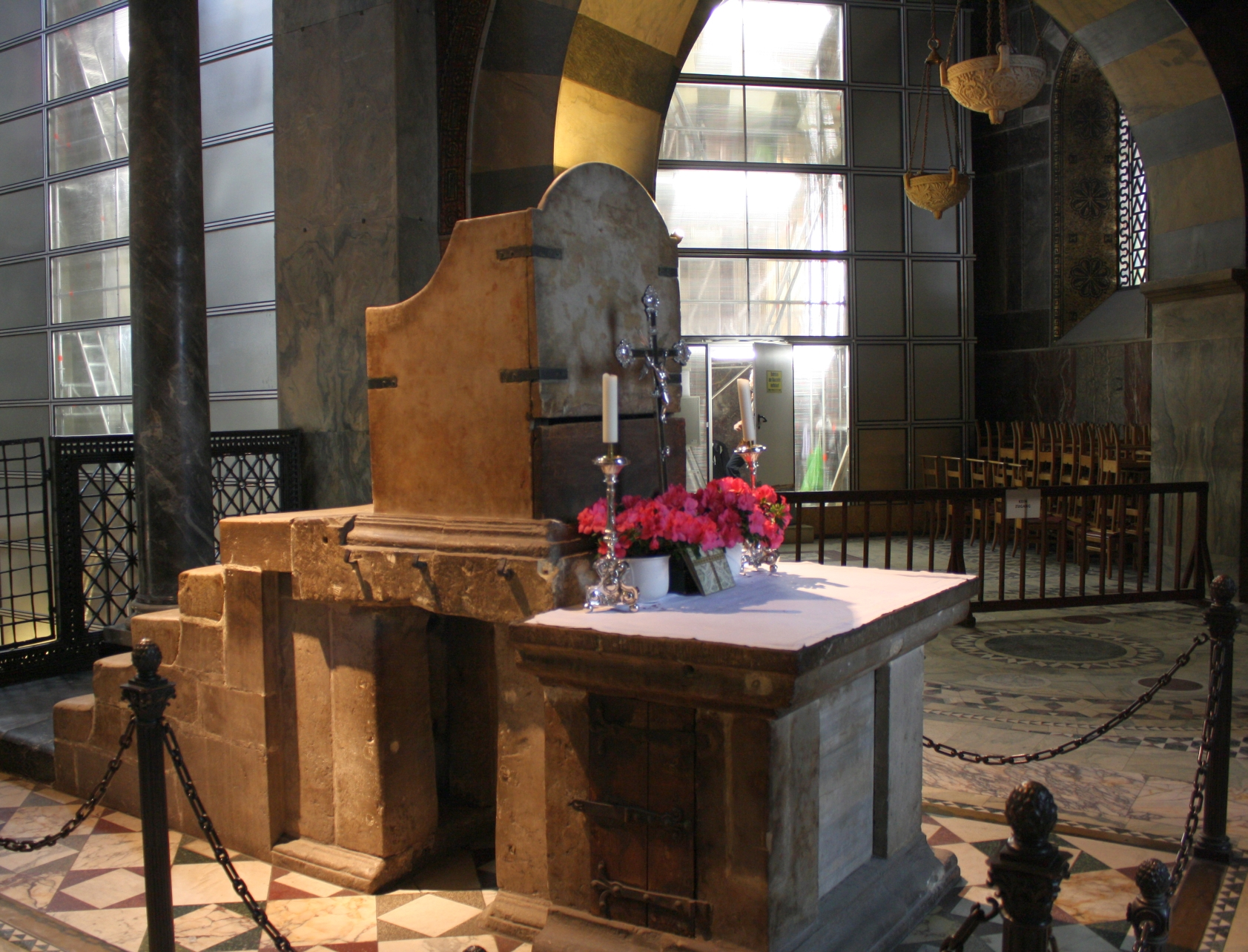
espalda

## Simbolismo
El trono, cuyas referencias lo califican como un documento destacado del renacimiento carolingio, se encuentra en la nave oeste de la galería superior, llamada Hochmünster, del octógono carolingio.
La colocación del trono se sitúa en un contexto arquitectónico cercano al de la capilla palatina, cuyas proporciones, expresadas en números, se supone que representan una imagen simbólica de la Jerusalén Celestial. El asiento del gobernante, que probablemente se inspiró en el trono bíblico de Salomón, tenía asignado el lugar más alto, también debido a su disposición en una galería, que situaba al gobernante en una esfera separada. Este inconfundible poder simbólico representa la pretensión de dominio secular y espiritual sobre el imperio y la función mediadora entre el cielo y la tierra. El número de escalones podría tener una relevancia simbólica, ya que, según el libro I Reyes 10:19, el trono de Salomón también tenía seis escalones y se encontraba en una sala, frente al templo con su santoral cúbico (I Reyes 7:6). Una referencia consciente al modelo salomónico encajaría con la pretensión incondicional y universal de Carlomagno de gobernar con su sentido de misión como regente de un imperio mundial cristiano sobre un nuevo pueblo elegido por Dios y, por tanto, con su papel de nuevo Salomón. Esta interpretación se ve reforzada por la admiración documentada de Carlomagno por el igualmente glorioso padre y predecesor de Salomón, el rey David, cuyo papel como gobernador de Dios en la tierra, Carlomagno siempre se había esforzado por igualar. 
En el 801 incluso se dice: "En la corte le dimos a Carlos el nombre de 'David'". Este mensaje se ve subrayado por el uso de mármol de Tierra Santa, que, como spolia de la Iglesia del Santo Sepulcro de Jerusalén, remite a Cristo y, por tanto, a la idea de derecho divino de los reyes.
Según la concepción medieval, las losas de mármol se convertían en reliquias asociadas con Jesús al haber sido tocadas por Cristo. Por respeto a esto, probablemente se aceptó el grosor irregular de las losas y la estructura superficial poco atractiva. El trono imperial está situado en la parte occidental de la capilla oriental. La mirada del soberano entronizado se dirige, pues, hacia oriente, esperando que el día del Juicio Final amanezca desde este punto cardinal y se produzca así el fin de todo dominio mundano (latín: Ad orientem solem, hacia el sol naciente).
Los cuatro pilares sobre un pedestal de piedra y las cuatro placas que forman el trono representan la tierra gobernada por el soberano del mundo con sus cuatro elementos de la naturaleza, fuego, agua, aire y tierra, las cuatro estaciones y los cuatro puntos cardinales, según las ideas antiguas. Esto también puede verse como una referencia a los cuatro ríos del paraíso, que traen la fertilidad a la tierra.
Lo más probable es que en la sala situada detrás del trono de Carlos hubiera un altar dedicado a San Miguel. Según esto, cuando el coronado tomaba asiento en la silla real, podía confiar en que el arcángel literalmente le "fortaleciera la espalda".